# Černovice u Tábora

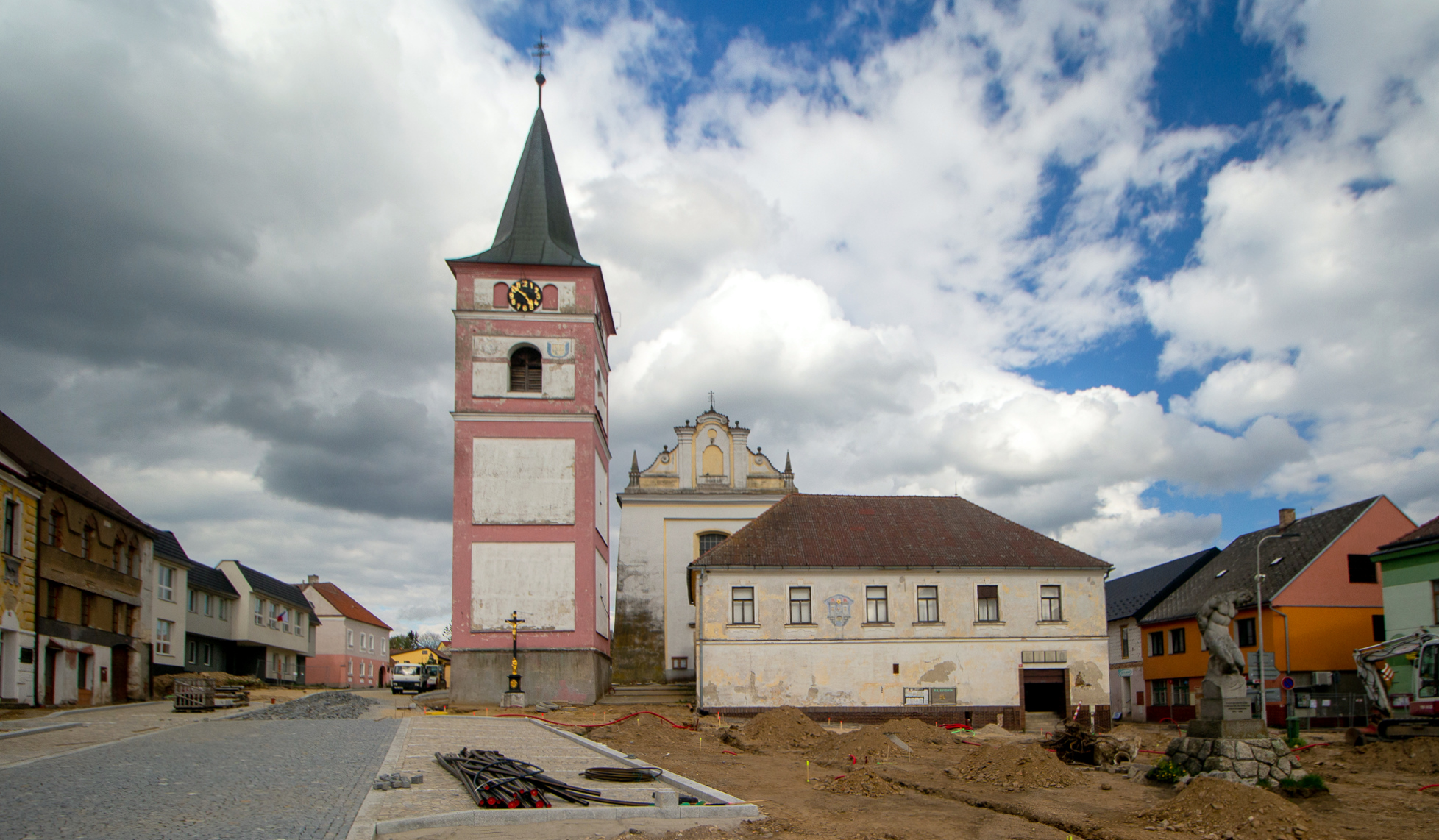
Ortsmitte von Černovice

Černovice (deutsch Tschernowitz) ist eine Stadt mit 1761 Einwohnern (1. Januar 2014) in Tschechien. Sie liegt in 594 m ü. M. an der Grenze der Kreise Kraj Vysočina (Region Hochland) und Jihomoravský kraj (Südmährische Region) im westlichsten Teil der Křemešnické vrchoviny.

## Geschichte
Die ersten Bewohner kamen im 7. Jahrhundert in die Gegend, zu einer dauerhaften Besiedlung kam es aber erst im 12. Jahrhundert, als durch den Ort der „Salzweg“ von Chýnov nach Jindřichův Hradec führte. Zur Stadt wurde Černovice das erste Mal 1323 ernannt, im 14. Jahrhundert erhielt die Stadt ein Wappen. Berühmteste Besitzer der Stadt waren die Rosenberger und die Herren von Neuhaus. Den Status einer Stadt verlor Černovice 1960 im Zuge der Gebietsreform. Am 6. März 1991 wurde der Ort wieder zur Stadt erhoben.

## Sehenswürdigkeiten
Die Stadt wurde in der Vergangenheit durch zahlreiche Brände immer wieder zerstört. Das bedeutendste Denkmal ist das Schloss und die Kirche. Das alte Rathaus, aus dem über 600 Jahre die Geschicke der Stadt verwaltet wurden, ist 1966 zu einem Kino umgebaut worden. Die Dekankirche stammt aus dem Jahr 1737, die ursprüngliche Kirche aus dem 14. Jahrhundert brannte sieben Jahre davor ab.
Das Schloss, 1641 durch Martin Paradys erbaut, ist der Öffentlichkeit nicht zugänglich. Beliebt ist die Fahrt mit der Schmalspureisenbahn, die teilweise noch mit einer Dampflokomotive betrieben wird.

## Ortsteile
Die Stadt besteht aus den Ortsteilen Benešov (Beneschau), Černovice, Dobešov (Dobeschau), Panské Mlýny, Rytov (Leopoldshöhe), Střítež (Strietesch), Svatava (Swatawa), Vackov (Watzkow) und Vlkosovice (Wilkosowitz). Grundsiedlungseinheiten sind Benešov, Černovice, Dobešov, Dobešov-U Cihelny, Panské Mlýny, Rytov, Stružky, Střítež, Svatava, Vackov und Vlkosovice.
Das Gemeindegebiet gliedert sich in die Katastralbezirke Benešov, Černovice u Tábora, Dobešov u Černovic, Střítež u Černovic, Svatava u Černovic und Vlkosovice.